# Атаев, Фахраддин Гахраман оглы
Фахраддин Гахраман оглы Атаев (азерб. Fəxrəddin Qəhrəman oğlu Atayev, род. 1972) — азербайджанский композитор, педагог, дирижёр. Заслуженный деятель искусств Азербайджана (2016).

## Биография
Атаев Фахраддин Гахраман оглы родился в 1972 году в Баку. Начал свою трудовую деятельность музыкантом в Доме культуры Общества глухих Азербайджана. В 1990—1992 гг. был вызван в настоящую военную службу и завершил её главным музыкантом военного оркестра. В 1993—1999 годах учился в Бакинской музыкальной Академии, где получил специальность дирижера. Его педагогами по специальности были Юсиф Ахундзаде и Ялчин Адыгозалов. С 1993 по 1988 год работал концертмейстером в группе инструментов валторна Азербайджанского государственного оркестра духовых инструментов, в 1988—2014 годах — дирижёром этого оркестра.

## Творчество
Вместе с Азербайджанским оркестром духовых инструментов участвовал во множестве церемоний и мероприятий, выполнял оркестровки произведений для него. В 1999—2004 годах Атаев работал дирижёром Государственного ансамбля танца Азербайджанской государственной филармонии имени Муслима Магомаева. За это время был участником многочисленных государственных мероприятий, а также концерта, посвящённого тридцатилетию ансамбля. В 2000—2004 дирижировал симфоническим оркестром Театра оперы и балета.
С 2004 года Атаев возглавляет класс оркестра на кафедре дирижёрства Азербайджанской национальной консерватории. Является главным педагогом консерватории. Автор методических работ и учебных пособий по дирижерству и игре на инструментах симфонического оркестра. Его научные статьи по музыковедению и фольклористике периодически публикуются в «Харби билик» (Военное знание), «Тедгиглер» (Исследования), «Гобустан», «Деде Коркуд» и других журналах. Является участником международных конференций.
Атаев создал Оркестр национальных духовых инструментов при Национальной Консерватории, в 2016 году создал Национальный студенческий камерный хор при Национальной консерватории и выступил с концертной программой.
С 2008 года дирижирует симфоническим оркестром им. Ниязи государственного телевидения и радио Азербайджана. С 2009 года работает хормейстером в хоре Государственного ансамбля песни и танца им. Ф. Амирова Азербайджанской государственной филармонии.
В 2010 году Атаев написал сценарий концерта-спектакля под названием «Новруз» и подготовил его вместе с коллективом ансамбля песни и танца им. Ф. Амирова.
За время работы Ф. Атаев дирижировал коллективами, исполнявшими «Аршин мал алан», «О олмасын бу олсун» (Не та так эта), «Эр ве арвад» (Муж и жена), (У.Гаджибекова, «Гоншулар» (Соседи) Р.Гаджиева, «Калакбазлар» (Аферисты), «Харанин бир улдузу» (У каждого своя звезда) С.Алескерова, «Гызыл той» (Золотая свадьба), О.Казыми, «Банкир адахлы» (Жених банкир), «Гырмызы папаг» (Красная шапочка) Э. Сабитоглы, «Гысганч ураклар» (Ревнивые сердца), Р. Миришли, «Алин чибинда олсун» (Будь щедрым) О. Раджабова, «Иддиачы гарачы» (Цыган претендент) И. Калмана и другие спектакли.
В 2016 году Атаев был дирижером-постановщиком музыкальных комедий «Свадебная баня Балададаша», Народного писателя Эльчина (композитор Фирудин Аллахверди, режиссёр-постановщик Джаннет Салимова). Обработал спектакль под названием «999-я ночь» на основе сказки «1001 ночь» по заказу Азербайджанского государственного театра музыкальной комедии (режиссёр-постановщик Ирада Гезалова), песни Ф. Амирова («Ищу тебя», «Рейхан», «Свадебная песня», «Ночь прошла», «Что я сделал» и др.) для симфонического оркестра. Все эти спектакли избраны лучшими в 106 сезоне Азербайджанского государственного театра музыкальной комедии.

## Награды и премии
- 1996 — третий приз конкурса на лучший патриотический марш, организованного Азербайджанским государственным комитетом радио и телевидения[источник не указан 1426 дней].
- 2004 — диплом конкурса «Золотой марш», организованного группой компании АНС и фондом Чингиза Мустафаева[источник не указан 1426 дней].
- 2007 — сертификат Национального олимпийского комитета Азербайджана за увертюру баллады «Олимпиада» для симфонического оркестра, хора и солистов[источник не указан 1426 дней].
- 2016 — звание заслуженный деятель искусств Азербайджана за заслуги в развитии азербайджанской национальной музыкальной культуры[1][7].